# Pangua (cantão)
Pangua é um cantão do Equador localizado na província de Cotopaxi.
A capital do cantão é a cidade de El Corazón.